# Esfūvāshī
Esfūvāshī (persiska: Esfivāshī, اسفوواشی) är en ort i Iran.   Den ligger i provinsen Mazandaran, i den norra delen av landet, 180 km nordost om huvudstaden Teheran. Esfūvāshī ligger 8 meter över havet och antalet invånare är 220.
Terrängen runt Esfūvāshī är platt. Runt Esfūvāshī är det ganska tätbefolkat, med 111 invånare per kvadratkilometer. Närmaste större samhälle är Sari, 6,7 km söder om Esfūvāshī. Trakten runt Esfūvāshī består till största delen av jordbruksmark.